# Electronic
Electronic («Электро́ник») — английская супергруппа, созданная Бернардом Самнером (New Order) и Джонни Марром (экс-Smiths). К участию в разное время также привлекались Нейл Теннант и Крис Лоу из Pet Shop Boys, Карл Бартос (Kraftwerk), Дональд Джонсон (A Certain Ratio) и Дэвид Палмер (ABC).
В 1987 году Самнер и Джонни Марр из The Smiths стали писать песни для себя, отдельно от своих групп. Результатом стал проект Electronic, который сочетал музыку хаус и инди-рок. По словам Самнера проект был своего рода отдушиной для музыкантов, позволявшей им общаться в лёгкой непринуждённой обстановке и писать музыку, не связанную со стилистикой их родных групп. По мнению Нейла Теннанта (Pet Shop Boys) проект был перспективен, и в 1989 году все трое, а также коллега Теннанта по коллективу Крис Лоу записали песню «Getting Away With It», которая вышла синглом в декабре того же года, занявшем 8-е место. В том же составе была записана «Patience Of A Saint». Теннант и Лоу сами вскоре пригласили Джонни Марра на запись своего альбома «Behaviour». В июле 1990 года Electronic выступил по приглашению Depeche Mode в качестве разогревающей группы на концерте в Лос-Анджелесе. Ещё одно выступление состоялось в декабре в Париже.
В 1991 году вышел первый альбом Electronic. На пластинку вошёл сингл 1990 года «Get The Message» (8-е место). Альбом получил множество похвал в британской прессе и русской прессе (назывался как один из лучших альбомов десятилетия).
В 1992 году Electronic вновь сотрудничали с Pet Shop Boys, результатом чего вышел сингл «Dissappointed» (6-е место). На этом первая фаза истории проекта закончилась.
После 3-летнего перерыва, связанного с воссоединением группы Самнера, Electronic вновь ожил. Новые синглы «Forbidden City», «For You» предшествовали альбому «Raise Your Pressure» (1996). Желая развить успех предыдущего альбома Electronic пригласил Карла Бартоса, бывшего клавишника и программиста Kraftwerk. В альбом помимо электронно-танцевальных композиций вошли и гитарно-акустические, которые можно отнести к брит-попу. Однако, несмотря на ряд запоминающихся сильных песен, альбом вызвал разочарование в муз. прессе и в целом прошёл малозамеченным. Песням и мелодиям с этого альбома присуща «эфирная» лёгкость, вызванная употреблением прописываемого Самнеру медицинского препарата «Прозак».
Третьим и последним на сегодня альбомом является «Twisted Tenderness» 1999 года, решённый в почти исключительно жёстко-гитарном ключе (присутствуют всего две более-менее электронные композиции).

## Дискография
| Год  | Название                                | Примечания       |
| ---- | --------------------------------------- | ---------------- |
| 1991 | Electronic                              | Студийный альбом |
| 1996 | Raise The Pressure                      | Студийный альбом |
| 1999 | Twisted Tenderness                      | Студийный альбом |
| 2006 | Get The Message: The Best Of Electronic | Сборник          |